# 작은도깨비쥐속
작은도깨비쥐속 또는 도깨비생쥐속(Saccostomus)은 붉은숲쥐과에 속하는 아프리카 설치류 속이다. 2종을 포함하고 있다.

## 특징
작은 설치류로 꼬리 길이 30~81mm를 제외한 몸길이가 94~188mm이고 몸무게는 최대 85g이다. 몸이 통통하고 다리가 짧으며 아주 부드러운 털로 덮여 있다. 머리가 넓고 잘 발달된 볼주머니를 갖고 있다. 귀는 비교적 짧고 둥글다. 꼬리는 상대히 짧고 몸길이의 절반 이하이다. 앞다리가 작고 발은 넓고 짧으며 5개 발가락이 잘 발달해 있다. 암컷은 5~6쌍의 젖을 갖고 있다.

## 분포
아프리카 동부와 남부에 널리 분포한다.

## 하위 종
- 남아프리카도깨비쥐 (S. campestris)
- 먼스도깨비쥐 (S. mearnsi)